# Джеръм Фридман
Вижте пояснителната страница за други личности с името Александър Фридман.
Джеръм Фридман (на английски: Jerome Friedman) е американски физик, носител на Нобелова награда за физика за 1990 г.

## Биография
Роден е на 28 март 1930 г. в Чикаго, Илинойс, в семейство на руски емигранти. Като малък се интересува от изобразително изкуство, но след прочит на книга за Теорията на относителността, отклонява стипендия от Чикагския художествен институт и започва да учи физика в Чикагския университет. През 1956 г. там защитава докторска дисертация, под ръководството на Енрико Ферми. През 1960 г. започва работа в департамента по физика на Масачузетския технологичен институт.
В периода 1968-1969 г. заедно с Хенри Кендъл провежда серия от опити, които експериментално потвърждават наличието на вътрешна структура на протоните, като елементите на тази вътрешна структура по-късно са наречени кварки. За това откритие двамата споделят с Ричард Тейлър Нобеловата награда за физика за 1990 г.